# Інкрустація деревини
Інкруста́ція деревини́ — це оздоблення поверхні дерев'яних виробів вставками з інших матеріалів: скла, металу, перламутру, каменю тощо.
Інтарсія — це оздоблення поверхні дерев'яних виробів вставками з інших порід деревини.
Інкрустація та інтарсія — це своєрідні види мозаїки для оздоблення деревини.
Оздоблення вставками як самостійний вид декоративно-ужиткового мистецтва не дуже поширений в оздобленні предметів побуту через трудомісткість роботи. Часто інкрустація поєднується з геометричним різьбленням по деревині. Таке вдале поєднання надає предметам особливої неповторності, витонченості.
Вставки із каменю використовувалися ще в епоху дохристиянської Київської Русі для оздоблення ідолів. Часто виконували очі з півдорогоцінного каміння.
З розвитком торгівлі між Західними землями України та Європою збільшувався попит на оригінальні витвори декоративно-ужиткового мистецтва самобутніх майстрів Гуцульщини. Підприємці та спекулянти для збільшення обсягів збуту пропонували, а нерідко і диктували умови, модний на той час в Європі оздоблення бісером. Інколи такі дії суперечили здоровому глузду. З'являлися вироби які були повністю всипані бісером.
Однак з часом майстри Гуцульщини вдало поєднують гуцульське різьблення із вставками з бісеру (пацьорки), дроту, перламутру. Одним із відомих майстрів є різьбяр з Косівщини Івано-Франківської області Марко Мегединюк (1842–1912). Він активно розвивав техніку інкрустації (викладки) кольоровим бісером і вважається батьком бісерної техніки. Бісер завозили з Чехії, Боснії та інших країн.
В 1887 р. на рільничо-промисловій виставці в Кракові Мегединюк демонстрував цимбали, багато прикрашені «пацьорками» і мідним дротом, за які одержав бронзову медаль. Він відвідує виставки у Львові, Парижі, Римі та переймає найкраще з досвіду інших майстрів.
Не можна не згадати таке прізвище як Шкрібляк. Творчість різьбяра Юрія Шкрібляка (1822—1884) вражає своєю завершеністю і є досі актуальною та взірцем для сучасних майстрів. Разом із своїми синами Василем, Миколою та Федором розвивали техніку інкрустації, застосовуючи її в мотивах чистого геометричного різьблення.
Художні вироби В.Шкрібляка зберігаються в музеях Львова, Коломиї, Івано-Франківська, Косова та інших музеях України.
Інкрустація твердими приклеєними вставками з рогу, перламутру, кістки бере початок від синів Шкрібляка Юрія.
Різьблення на виробах із дерева збагачувалася інкрустацією металом (металеві цітки — цвяшки, штифти). Цей спосіб інкрустації назвали «жированєм». Сини Юрія Шкрібляка ввели у металеву орнаментику інкрустацію мідним дротом, пластинками мосяжної бляхи та декоративними цвяхами.
Технікою інкрустації металом захопилися Юрій та Семен Корпанюки. Вони поряд з уже відомими способами (мосяжні «цітки», цвяшки, пластинки) вводять кручений дріт (крученка).